# Phalera velata
Phalera velata är en fjärilsart som beskrevs av Franz Dannehl 1925. Phalera velata ingår i släktet Phalera och familjen tandspinnare. Inga underarter finns listade i Catalogue of Life.